# محمود أمين العالم
محمود أمين العالم (18 فبراير 1922 - 10 يناير 2009) مفكر وناقد ثقافي وكاتب مصري.

## حياته ونشأته
ولد في حي الدرب الأحمر في القاهرة، وبدأ دراسته الأولى في كتّاب الشيخ السعدني في مدخل حارة السكري، ثم في مدرسة الرضوانية الأولية في حي القرية، ثم في مدرسة النحاسين الابتدائية بحي الجمالية، ثم في مدرسة الإسماعيلية الثانوية الأهلية بحي السيدة زينب، ثم مدرسة الحلمية الثانوية بالقرب من حي القلعة.
انتسب في شبابه للحزب الشيوعي المصري. درس الفلسفة في جامعة فؤاد الأول (جامعة القاهرة حاليا)، حيث عمل بعد تخرجه في الجامعة حاصلا منها على درجتي الماجستير والدكتوراه. كما عمل في مجلة روز اليوسف.
فصل من عمله في العام 1954 مع عدد من زملائه اليساريين والشيوعيين، وقد اعتقل مرارا في عهدي الرئيسين جمال عبد الناصر وأنور السادات. غادر إلى باريس في فترة حكم السادات حيث عمل مدرسا للفكر العربي المعاصر في جامعة باريس 8.
التحق بعد شهادة الثانوية (الباكالوريا) بقسم الفلسفة - كلية الآداب - جامعة فؤاد الأول (القاهرة اليوم)، حصل على شهادة الليسانس، وعُيّن مدرسًا مساعدًا بالقسم بعد حصوله على درجة الماجستير في الفلسفة عن رسالته التي عنوانها: (فلسفة المصادفة الموضوعية في الفيزياء الحديثة ودلالتها الفلسفية)، وحصل بها على جائزة الشيخ مصطفى عبد الرازق، وسجل بحثًا للدكتوراه حول: (الضرورة في العلوم الإنسانية)، غير أنه فُصل لأسباب سياسية من القسم عام 1954. لعب العالم دورًا بالغ الأهمية في الحياة السياسية والفكرية والأدبية المصرية المعاصرة، خاصة بالنسبة للتنظيمات الشيوعية المصرية، وشغل عدة وظائف هامة منها:
- مدرس مساعد بقسم الفلسفة - كلية الآداب - جامعة القاهرة.
- رئيس مجلس إدارة المؤسسة العامة للكتاب.
- رئيس مجلس إدارة مؤسسة المسرح والموسيقى والفنون الشعبية.
- رئيس مجلس إدارة مؤسسة أخبار اليوم.
- Senior Associate Member St. Anthony College - Oxford Univ-
- عضو زميل في كلية القديس أنطوني-جامعة أكسفورد - إنجلترا
- Maitre Assistant- بجامعة باريس - فرنسا
- عمل في السبعينات أيضا في جامعة عدن.

## الهيئات المشترك فيها
- عضو اتحاد الشماكرية
- عضو نقابة الصحفيين المصريين.
- مقرر لجنة الفلسفة في المجلس الأعلى للثقافة.

## أهم مؤلفاته
- مواقف نقدية من التراث: دار قضايا فكرية - 1997.
- الإبداع والدلالة: مقاربات نظرية وتطبيقية-دار المستقبل العربي - 1997.
- أغنية الإنسان: ديوان شعر- دار التحرير 1970.
- كتاب "من نقد الحاضر إلى إبداع المستقبل "، مساهمة في بناء نهضة عربية جديدة - المستقبل العربي 2001.

بالإضافة إلى عشرات الدراسات والمقالات والمحاضرات في مجلات مصرية وعربية وأجنبية.
لديه عدد من المؤلفات منها:
- الإنسان موقف
- معارك فكرية
- هربرت ماركيوز
- فلسفة الطريق المسدود
- الوعي والوعي الزائف في الفكر العربي
- تاملات في عالم نجيب محفوظ
- الوجه والقناع في المسرح العربي المعاصر
- الإبداع والدلالة
- ثلاثية الرفض والهزيمة دارسة في أدب صنع الله إبراهيم.